# Tom James
Thomas James (Cardiff, 11 marzo 1984) è un canottiere britannico, vincitore della medaglia d'oro nel 4 senza maschile a Pechino 2008 e a Londra 2012.

## Palmarès
- Olimpiadi

Pechino 2008: oro nel 4 senza.
Londra 2012: oro nel 4 senza.
- Campionati del mondo di canottaggio

2003 - Milano: bronzo nell'8 con.
2007 - Monaco di Baviera: bronzo nell'8 con.
2011 - Bled: oro nel 4 senza.